# 劉嶅
劉嶅（?—?），宋朝政治人物。
入宋後，以工部郎中出任開封府判官，為趙光義重要幕僚。曾因馮瓚行賂，事敗被免職。宋太祖開寶九年（976年），建議潭州太守朱洞設立嶽麓書院。